# Coscinida ulleungensis
Coscinida ulleungensis là một loài nhện trong họ Theridiidae.
Loài này thuộc chi Coscinida. Coscinida ulleungensis được Kap Yong Paik miêu tả năm 1995.